# Sender Coburg-Eckardtsberg
Der Sender Coburg-Eckardtsberg ist eine Einrichtung des Bayerischen Rundfunks zur Verbreitung von UKW- und DAB auf den Eckardtsberg in Coburg.
Vom 18. August 1951 bis zum 1. März 1969 diente die Anlage auch als Mittelwellensender. Die Sendefrequenz der Anlage betrug bis zum 23. Mai 1959 1484 kHz, danach bis zur Betriebseinstellung 1602 kHz. Als Sender wurde ursprünglich ein 1-kW-Sender von "Western Electric" verwendet, der am 16. März 1953 durch einen 3-kW-Eigenbausender des Bayerischen Rundfunks abgelöst wurde. Dieser wurde am 3. April 1958 durch den einst in Weiden an der Oberpfalz eingesetzten 1-kW-Sender ersetzt, dessen Sendeleistung am 1. Februar 1969 auf 250 Watt gedrosselt wurde.
Der Coburger Mittelwellensender, der als Sendeantenne einen 49,1 Meter hohen, gegen Erde isolierten selbststrahlenden Rohrmast verwendete, war bis zum 1. Juli 1961 nur während der Nachtstunden in Betrieb. Nach der Stilllegung wurde die Anlage abmontiert und nach Hof/Saale verlegt.
Der erste UKW-Sender auf dem Eckardtsberg ging am 21. Mai 1951 in Betrieb.
Der seit 1995 verwendete 68 Meter hohe Antennenträger ist ein Unikat. Er besteht aus einem Betonfertigteilturm ähnlich dem, wie sie auch an vielen Mobilfunkstandorten verwendet werden. Der Turm ist abgespannt und besitzt oben eine Schmetterlingsantenne. Eine derartige Konstruktion ist selten.
Das Radioprogramm von Antenne Bayern wird vom Sender Meeder abgestrahlt.

## Frequenzen und Programme

### Analoges Radio (UKW)
In UKW werden folgende Programme ausgestrahlt:
| Frequenz (in MHz) | Programm            | RDS PS            | RDS PI                | Regionalisierung        | ERP (in kW) | Antennendiagramm rund (ND)/ gerichtet (D) | Polarisation horizontal (H)/vertikal (V) |
| ----------------- | ------------------- | ----------------- | --------------------- | ----------------------- | ----------- | ----------------------------------------- | ---------------------------------------- |
| 88,3              | Bayern 2            | Bayern_2          | D312                  | -                       | 5           | ND                                        | H                                        |
| 89,2              | Radio Eins (Coburg) | __EINS___         | D78E                  | -                       | 0,5         | D                                         | H                                        |
| 90,4              | Radio Galaxy        | GALAXY__          | 141E                  | -                       | 0,2         | D                                         | H                                        |
| 92,8              | BR24                | BR24____          | D315                  | –                       | 0,3         | D                                         | H                                        |
| 93,5              | Bayern 1            | B1_Fran_ BAYERN_1 | D511 (regional), D311 | Ober- und Mittelfranken | 5           | ND                                        | H                                        |
| 97,7              | BR-Klassik          | BR-KLASS          | D314                  | -                       | 0,5         | ND                                        | H                                        |
| 99,2              | Bayern 3            | BAYERN_3          | D313                  | -                       | 5           | ND                                        | H                                        |

### Digitales Radio (DAB)
Seit Ende Februar 2015 wird DAB im Kanal 11D in vertikaler Polarisation und im Gleichwellenbetrieb mit anderen Sendern ausgestrahlt.
| Block                      | Programme (Datendienste) | ERP (kW) | Antennen- diagramm rund (ND), gerichtet (D) | Polarisation horizontal (H)/ vertikal (V) | Gleichwellennetz (SFN) |
| -------------------------- | --- | -------- | ------------------------------------------- | ----------------------------------------- | --- |
| 11D BR Bayern (D__00165)   | DAB-Block des Bayerischen Rundfunks - Bayern 1 (Oberbayern) (96 kbps) - Bayern 1 (Niederbayern/Oberpfalz) (96 kbps) - Bayern 1 (Franken) (96 kbps) - Bayern 2 (96 kbps) - Bayern 3 (96 kbps) - BR-Klassik (144 kbps) - BR24 (72 kbps, Mono) - BR Schlager (96 kbps) - Puls (96 kbps) - BR Heimat (128 kbps) - BR Verkehr (16 kbps, Mono) - Antenne Bayern (80 kbps) - BR EPG (8 kbps Daten) - ARD TPEG (24 kbps)                                                  | 12       | ND                                          | V                                         | - Unterfranken: Alzenau (Hahnenkamm), Burgsinn (Main-Spessart), Dettelbach, Ebern, Gemünden, Hammelburg, Kreuzberg (Rhön), Miltenberg-Wenschdorf, Neustadt am Main, Obernburg am Main, Ostheim/Heidelberg, Pfaffenberg (Aschaffenburg), Schweinfurt (Schonungen), Volkach, Wertheim, Würzburg (Frankenwarte), Zeil am Main - Oberfranken: Bad Steben, Bamberg (Geisberg), Burgwindheim (geplant), Coburg (Eckardtsberg), Hof (Labyrinthberg), Kronach, Kulmbach, Ludwigsstadt (Ebersdorf), Ochsenkopf (Fichtelgebirge), Pegnitz - Mittelfranken: Büttelberg, Hesselberg, Hersbruck, Nürnberg (Fernmeldeturm), Rothenburg ob der Tauber, Treuchtlingen, Weißenburg - Oberpfalz: Altenstadt, Amberg (Hirschau), Amberg-Süd, Dillberg (Neumarkt), Fuchsmühl, Geigant, Hoher Bogen (Furth im Wald), Hohe Linie (Regensburg), Kallmünz (geplant), Pfreimd, Schönsee (Drechselberg), Weigendorf - Niederbayern: Brotjacklriegel, Deggendorf (Aletsberg), Dingolfing, Einödriegel, Kelheim, Landshut (Altdorf), Mainburg, Mallersdorf-Pfaffenberg, Oberfrauenwald, Passau (Kühberg), Pfarrkirchen, Rattenberg, Rotthalmünster, Viechtach (Weigelsberg) (geplant), Vilsbiburg - Schwaben: Augsburg (Hotelturm), Augsburg (Welden), Balderschwang (Oberberg), Grünten, Hühnerberg (Harburg), Markt Wald, Memmingen, Pfänder (Vorarlberg), Pfronten (Breitenberg), Ulm (Kuhberg) - Oberbayern: Bad Tölz (Gaißach), Berchtesgaden (Jenner), Eichstätt, Fürstenfeldbruck (Schöngeising), Gelbelsee, Herzogstand (Fahrenbergkopf), Hochberg (Traunstein), Hohenpeißenberg, Inntal (Ebbs), Isen, München-Freimann, München-Ismaning, München (Olympiaturm), Neuötting, Oberammergau (Laber), Pfaffenhofen (Wolfsberg), Pfaffenhofen (BR), Reit im Winkl, Untersberg (Salzburg), Tegernseer Tal (Wallberg), Wasserburg am Inn (Koblberg), Wendelstein (Bayrischzell) |
| 10B Oberfranken (D__00305) | DAB-Block des Bayerischen Rundfunks - Bayern 1 (Mainfranken) (96 kbps) - Bayern 1 (Schwaben) (96 kbps) - BR24live (64 kbps, Mono) - Radio Teddy (72 kbps) - egoFM (72 kbps) - Radio Mainwelle (72 kbps) - Radio Plassenburg (72 kbps) - Radio Eins Coburg (72 kbps) - Radio Bamberg (72 kbps) - Galaxy Oberfranken (72 kbps) - Extra-Radio Hof (72 kbps) - Radio Euroherz (72 kbps) - Arabella Bayern (96 kbps) - Rock Antenne Bayern (72 kbps) - BR EPG (8 kbps) | 10       | ND                                          | V                                         | Bad Steben, Bamberg (Geisberg), Coburg (Eckardtsberg), Ludwigsstadt (Ebersdorf), Hof (Labyrinthberg), Kronach, Kulmbach, Ochsenkopf (Fichtelgebirge), Pegnitz |

DAB auf den Kanal 12D wurde bis zum 16. Dezember 2013 in vertikaler Polarisation und im Gleichwellenbetrieb mit anderen Sendern ausgestrahlt.
Als Gründe für die Abschaltung wurde durch den Netzbetreiber Bayern Digital Radio GmbH, Netzoptimierung und Kostenstabilität bei den Verbreitungskosten genannt.
| \| Block \| Programme (Datendienste) \| ERP (kW) \| Antennen- diagramm rund (ND), gerichtet (D) \| Polarisation horizontal (H)/ vertikal (V) \| Gleichwellennetz (SFN) \| \| --------------------- \| --------------------------------------------------------------------------------------------------------------------------------------------------------------------------------------------------------------------------------------------------------------------------------------------------------------------------------------------------------------------------------- \| -------- \| ------------------------------------------- \| ----------------------------------------- \| -------------------------------------------------------------------------------------------------------------------------------------------------------------------------------------------------------------------------------------------------------------------------------------------------------------------------------------------------------------------------------------------------------------------------------------------------------------------------------------------------------------------------------------------------------------------------------------------------------------------------------------------------------------------------------------------------------------------------------------------------------------------------------------------------------------------------------------------------------------------------------------------------------------------------------------------------------------------------------------------------------------------------------------------------------------------------- \| \| 12D Bayern (D__00008) \| DAB-Block der Bayern Digital Radio: - BR-Klassik (192 kbit/s) - Bayern plus (128 kbit/s) - PULS (BR) (128 kbit/s) - Antenne Bayern (80 kbit/s DAB+) - Rock Antenne (80 kbit/s DAB+) - Antenne Top40 (72 kbit/s DAB+) - Antenne Bayern Info digital (40 kbit/s DAB+ Mono) - Radio Galaxy (80 kbit/s DAB+) - Absolut HOT (72 kbit/s DAB+) - Radio Schlagerparadies (72 kbit/s DAB+) \| 1 \| D \| V \| * Unterfranken: Alzenau (Hörstein-Hahnenkamm), Burgsinn, Kreuzberg (Rhön), Miltenberg (Kohlplatte), Pfaffenberg (Aschaffenburg), Würzburg (Frankenwarte) - Oberfranken: Bamberg (Geisberg), Coburg, Hof (Labyrinthberg), Ochsenkopf (Fichtelgebirge) - Mittelfranken: Büttelberg (Burgbernheim/Frankenhöhe), Nürnberg (Fernmeldeturm) - Oberpfalz: Amberg, Dillberg (Neumarkt), Hohe Linie (Regensburg), Hoher Bogen (Furth im Wald) - Niederbayern: Brotjacklriegel (Deggendorf), Deggendorf (Aletsberg), Dingolfing (BMW), Landshut (Altdorf-Gstaudacher Str.), Passau (Dommelstadl-Hainberg), Pfarrkirchen (Postmünster-Hieb) - Schwaben: Augsburg (Haberskirch), Augsburg (Hotelturm), Grünten (Sonthofen), Hühnerberg (Harburg), Mindelheim (Mittelneufnach), Ulm (Kuhberg) [Baden-Württemberg], Pfänder (Vorarlberg) - Oberbayern: Gelbelsee (Ingolstadt), Herzogstand (Fahrenbergkopf), Hochberg (Traunstein), Hohenpeißenberg (Weilheim), Ingolstadt (Audi), Ismaning, München (Olympiaturm), Oberammergau (Laber), Pfaffenhofen (Ilm), Wendelstein (Bayrischzell) \| | |          |                                             |                                           | |
| Block | Programme (Datendienste) | ERP (kW) | Antennen- diagramm rund (ND), gerichtet (D) | Polarisation horizontal (H)/ vertikal (V) | Gleichwellennetz (SFN) |
| 12D Bayern (D__00008) | DAB-Block der Bayern Digital Radio: - BR-Klassik (192 kbit/s) - Bayern plus (128 kbit/s) - PULS (BR) (128 kbit/s) - Antenne Bayern (80 kbit/s DAB+) - Rock Antenne (80 kbit/s DAB+) - Antenne Top40 (72 kbit/s DAB+) - Antenne Bayern Info digital (40 kbit/s DAB+ Mono) - Radio Galaxy (80 kbit/s DAB+) - Absolut HOT (72 kbit/s DAB+) - Radio Schlagerparadies (72 kbit/s DAB+) | 1        | D                                           | V                                         | * Unterfranken: Alzenau (Hörstein-Hahnenkamm), Burgsinn, Kreuzberg (Rhön), Miltenberg (Kohlplatte), Pfaffenberg (Aschaffenburg), Würzburg (Frankenwarte) - Oberfranken: Bamberg (Geisberg), Coburg, Hof (Labyrinthberg), Ochsenkopf (Fichtelgebirge) - Mittelfranken: Büttelberg (Burgbernheim/Frankenhöhe), Nürnberg (Fernmeldeturm) - Oberpfalz: Amberg, Dillberg (Neumarkt), Hohe Linie (Regensburg), Hoher Bogen (Furth im Wald) - Niederbayern: Brotjacklriegel (Deggendorf), Deggendorf (Aletsberg), Dingolfing (BMW), Landshut (Altdorf-Gstaudacher Str.), Passau (Dommelstadl-Hainberg), Pfarrkirchen (Postmünster-Hieb) - Schwaben: Augsburg (Haberskirch), Augsburg (Hotelturm), Grünten (Sonthofen), Hühnerberg (Harburg), Mindelheim (Mittelneufnach), Ulm (Kuhberg) [Baden-Württemberg], Pfänder (Vorarlberg) - Oberbayern: Gelbelsee (Ingolstadt), Herzogstand (Fahrenbergkopf), Hochberg (Traunstein), Hohenpeißenberg (Weilheim), Ingolstadt (Audi), Ismaning, München (Olympiaturm), Oberammergau (Laber), Pfaffenhofen (Ilm), Wendelstein (Bayrischzell) |